# Билинский, Мирон Львович
Мирон Львович Билинский (7 [20] сентября 1904, Одесса, Херсонская губерния — 30 апреля 1966, Москва) — украинский и молдавский советский режиссёр и сценарист. Заслуженный деятель искусств Молдавской ССР (1948), член Союза кинематографистов Украины (1957).

## Биография
Родился 7 (20) сентября 1904 года в Одессе, в семье бердичевского мещанина Сруль-Лейба Хуновича-Мойшевича Билинского и Златы Билинской.
Член ВКП(б) с 1925 года. В 1928 году окончил Государственный техникум кинематографии в Одессе.
Работал режиссёром игрового и научно-популярного кино Украинской ССР:
- в 1928—1932 годах — на Киевской студии художественных фильмов;
- в 1932—1942 годах — на Одесской студии художественных фильмов;
- с 1944 года — на Киевской студии документальных фильмов.

Умер 30 апреля 1966 года в Москве. Прах Билинского похоронен в колумбарии Новодевичьего кладбища (127-я секция).

## Фильмография
Режиссёр художественных фильмов:
- 1927 год — «Шляпа» (короткометражный)
- 1928 год — «Двое» (короткометражный)
- 1930 год — «Трансбалт»
- 1931 год — «Генеральная репетиция»
- 1934 год — «Казнь»
- 1936 год — «Застава у Чёртова брода»
- 1938 год — «Старая крепость»
- 1940 год — «Семнадцатилетние»
- 1965 год — «Эскадра уходит на запад»

Режиссёр документальных фильмов:
- 1946 год — «Донбасс»
- 1947 год — «Новаторы Донбасса»
- 1948 год — «Советская Молдавия»
- 1950 год — «Шахтёры Донбасса»
- 1953 год — «Первомай на Украине»
- 1955 год — «В одном колхозе»
- 1956 год — «Памяти Ивана Франко»
- 1957 год — «В селе Октябрьском»
- 1960 год — «Город шахтёрской славы»
- «Горняки Криворожья»

Один из сценаристов фильма «В один прекрасный день».